# مندودري
مندودري أو ماندوداري (بالسنسكريتية: मंदोदरी)‏، واسمها يعني "ذات البطن الناعمة"، كانت العقيلة الملكية لرافانا، ملك لانكا [الإنجليزية]، وفقًا لملحمة رامايانا الهندوسية. تصف الرامايانا ماندوداري بأنها جميلة، وتقية، وصالحة. ويُشاد بها باعتبارها واحدة من العذارى الخمسة (البانشاكانيا)، اللاتي يعتقد أن تلاوة أسمائهنَّ تبدد الخطيئة.